# Warburgia
Warburgia, rod drveća i grmova iz porodice Canellaceae, dio reda Canellales. Sastoji se od 4 vrste rasprostranjene od Etiopije do Južne Afrike
Opisan je u Die Pflanzenwelt Ost-Afrikas C: 276. 1895.

## Vrste
1. Warburgia elongata Verdc.; tanzanijski endem
2. Warburgia salutaris (G.Bertol.) Chiov.
3. Warburgia stuhlmannii Engl.; tipična vrsta; Kenija, Tanzanija.
4. Warburgia ugandensis Sprague